# Battir
Battir (in arabo: بتير, in ebraico: ביתר) è un villaggio situato nel Governatorato di Betlemme, nello Stato di Palestina, nella regione della Cisgiordania. È ubicato a circa 6,4 km ad ovest di Betlemme e a sud-ovest di Gerusalemme. Nel 2017, la popolazione del villaggio era di 4.696 abitanti.
Battir vanta una lunga storia che risale all'antichità. All'interno dei suoi confini si trova un sito archeologico che contiene i resti dell'antica città ebraica di Beitar, nota come l'ultima roccaforte della rivolta di Bar Kokhba contro l'Impero Romano. Il villaggio è celebre per i suoi antichi terrazzamenti e un sistema di irrigazione che risale al periodo romano. Nel 2014, Battir è stata inserita nella Lista dei Patrimoni dell'Umanità come Patrimonio dell'Umanità dello Stato di Palestina, con il nome di "Battir – Terra di Ulivi e Viti — Paesaggio Culturale del Sud di Gerusalemme".
Storicamente, Battir è stato abitato durante i periodi bizantino e islamico, e nei censimenti ottomani e del Mandato britannico la sua popolazione era prevalentemente musulmana. In passato, il villaggio si trovava lungo la via che collegava Gerusalemme a Bayt Jibrin.

## Etimologia
Il nome arabo Battir conserva il nome Betar (Beitar), un'antica città ebraica distrutta nella rivolta di Bar Kokhba, le cui rovine si trovano all'interno del villaggio odierno. Il nome è registrato per la prima volta nella Septuaginta come Bαιθηρ, cioè Bytr, ed è praticamente identico (senza la geminazione) alla forma araba moderna Battīr.

## Storia

### Periodo antico
Battir è situata a nord-est di Khirbet el-Yahud (Arabo: خربة اليهود, letteralmente 'Rovina degli Ebrei'), nota anche come Tel Beitar, un sito archeologico che comprende le rovine dell'antica Betar. È stata abitata continuamente dall'Età del Ferro fino al II secolo d.C., quando i Romani la distrussero durante la rivolta di Bar Kokhba. Non ci sono prove di insediamenti nel periodo immediatamente successivo alla Rivolta.
Secondo una tradizione ebraica, è anche il sito della tomba del saggio tannaitico Eleazar di Modi'im.

### Periodo bizantino
È stato trovato un mosaico risalente alla tarda epoca bizantina o all'inizio del periodo islamico a Battir.

### Periodo ottomano
Nel 1596, Battir appare nei registri fiscali ottomani come un villaggio nella Nahiya di Quds, appartenente al Liwa di Quds. Aveva una popolazione di 24 famiglie e due scapoli, tutti di fede musulmana, e pagava le tasse su grano, colture estive o alberi da frutto, e capre o alveari, per un totale di 4.800 Akçe. Tutti i proventi andavano a un Waqf.

## Cultura e gastronomia
Battir è rinomata per la sua caratteristica varietà locale di melanzane, conosciuta come melanzana Battiri o "Bitinjan Battiri" nella cucina palestinese. Questa varietà è un ingrediente fondamentale in piatti tradizionali palestinesi come il Maqluba. Inoltre, Battir è famosa per il suo khyar abyad, un tipo di cetriolo bianco coltivato nel villaggio e nelle vicine Wadi Fukin.
Ogni estate, Battir ospita il Festival delle Melanzane, un evento annuale dedicato a sostenere i produttori locali e celebrare la coltivazione delle rinomate melanzane Battiri.

## Archeologia
Battir ospita importanti reperti archeologici che testimoniano la sua antica storia. Nel centro del villaggio si trova un antico bagno romano alimentato da una sorgente. L'archeologo D. Ussishkin data il villaggio all'Età del Ferro e afferma che durante la Rivolta fu scelto da Bar Kochba per la sua sorgente, la posizione difendibile sulla collina e la vicinanza alla strada principale che collegava Gerusalemme a Gaza. Durante il regno dell'Imperatore Adriano, una lapide romana è stata scoperta vicino a una delle sorgenti naturali della città, sulla quale sono incisi i nomi della Quinta Legione Macedonica e della Undicesima Legione Claudio, che presumibilmente presero parte all'assedio della città.
Nel 1907, sono stati trovati a Battir lance, palle di pietra, recipienti, due cisterne e monete sia dalla prima guerra giudaico che dalla rivolta di Bar Kokhba, quando tre famiglie locali, proprietarie del terreno vicino alla rovina, iniziarono a pulire le pietre. Si dice che la Coppa di Warren sia stata trovata vicino a Battir.

## Città gemellate
- Luton, Regno Unito